# 電圧
電圧（でんあつ、英語: voltage）は電位差ないしその近似によって定義される値。国際単位系（MKSA単位系）ではボルト（V）が使われる。電圧を意味する記号には、EやVがよく使われる。

直感的には電圧は「電気を押し出す力」を意味する。

## 定義
電圧は二点間の電位の差として定義される。
ただし、電位は静磁場に対して定義されるものであり、交流回路などでは電磁誘導による起電力によって経路非依存な電位差を定義できないから電位差による電圧を定義することもできない。
実用的には準静的近似を行う事で電位差の経路依存性の問題を回避する。すなわち、交流の周期が十分に長い場合など電磁場の変化が遅い場合には、電位差の経路依存性は無視できるほど小さくなるので、電位差を電圧の定義として使用する。
電磁気学では電磁誘導の効果を考慮して電位の概念を補正した電磁ポテンシャルを用いて電圧を定義する。電磁ポテンシャルを用いると経路依存性の問題は生じない。

## 応用
電圧の測定には、明示的または暗黙的な2つの測定点の指定が必要である。電圧計で電位差を測る場合、2本の導線を測定対象の2点に接続しなければならない。

### 電圧の加算
3点A、B、Cについて、AC間の電位差はAB間の電位差とBC間の電位差との和である。つまり電位差は加算的である。また、電気回路の様々な点における電位差はキルヒホッフの法則を満たす。
交流の場合、ある瞬間の電圧と, 時間平均した電圧は異なる。瞬間の電圧は直流でも交流でも加算的だが、平均電圧を加算して意味があるのは、各点を流れる信号がいずれも同じ周波数と位相の場合のみである。

## 日本国法令下での電気設備用途の電圧分類

国際安全標識 "Caution, risk of electric shock"（感電注意、ISO 3864

電気設備に関する技術基準を定める省令においては、電圧によって電気設備等を区分している。
低圧
「直流にあっては750ボルト以下、交流にあっては600ボルト以下のもの」
高圧
「直流にあっては750ボルトを、交流にあっては600ボルトを超え、7000ボルト以下のもの」
特別高圧
「7000ボルトを超えるもの」

## 測定方法

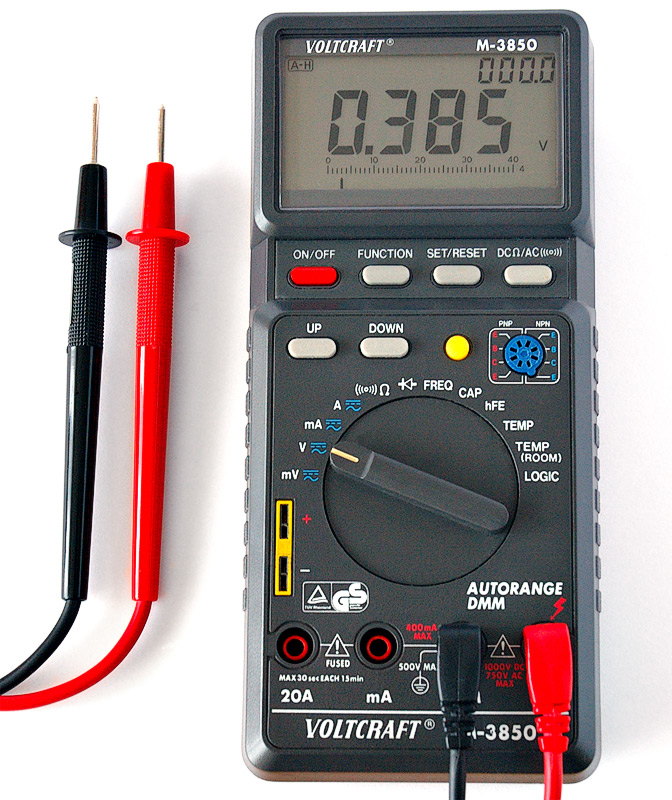
電圧測定の準備を終えた回路計

古くはジュール熱を計測しジュールの法則により電圧を求めた。
現代の電圧測定機器としては電圧計、電位差計、オシロスコープなどがある。電圧計は固定抵抗器を流れる電流を測定しオームの法則（電流と電圧は比例する）によって電圧を求める。電位差計はブリッジ回路で未知の電圧と既知の電圧のバランスをとることで電圧を測定する。オシロスコープはブラウン管の電子ビームを偏向させ交流電圧を目に見える形で示す。

## 水流に例えた説明
電気回路における電圧は水流の類推で説明される事がある。
網状のパイプを用意し、ポンプによって水を流す。水圧に差が存在すれば、水は水圧の高い点から低い点へと流れることができ、例えばタービンを回して仕事をさせることができる。
ここで、水流が電流、水圧が電位、「パイプの2点間の水圧の差」が電圧に相当する。電池で電圧を生じさせ、電流を発生させることでモーターを回し仕事をさせることができる。
ポンプが動作しておらず水圧差が生じない場合はタービンが回らないが、同様に電位差が無く電圧が0の場合にはモーターが回らない。